# Національна асоціація мисткинь
Національна асоціація художниць (National Assotiation of Women Artists, NAWA) — неприбуткова організація США для професійниххудожниць. Заснована в 1889 році як Жіночий клуб мистецтв Нью-Йорка, в час, коли жінки не мали паритету з чоловіками в світі мистецтва, включаючи Національну академію дизайну та Товариство американських художників. У 1913 році перейменована в Національну асоціацію жінок-художниць і скульпторок; нинішня назва прийнята в 1941 році.
Національна асоціація художниць з часу заснування створила форум для художниць до експозиції, пропагування своїх робіт, поширення ідей підтримки. Вона спонсорує місцеві й національні виставки, пропонує нагороди, організовує лекції та спеціальні заходи для своїх членкинь 850+, проводить поточні виставки у штаб-квартирі та галереї в Нью-Йорку. У даний час існують дві керівниці у Флориді та Массачусетсі.
Правління та Асоціації членкинь Асоціації щорічно голосують.

## Історія

### Ранній період: Жіночий арт-клуб Нью-Йорка (1889—1913)
НАЖХ була заснована як жіночий арт-клуб Нью-Йорка художницями Анітою С. Ешлі, Адель Франсес Беделл, Елізабет С. Чивер, Едіт Мітчілл Прелльвіц і Грейс Фіц-Рендольф у студії Фріц-Рендольф на Вашингтонській площі Нью-Йорка 31 січня 1889 р. Як відзначає Ліана Муні (президент НАЖХ, 1987—1989) у передмові до столітнього каталогу виставки, Клуб був відомий наданою платформою для професійних художниць, коли жінки у мистецтві переважно представляли декоративне мистецтво.

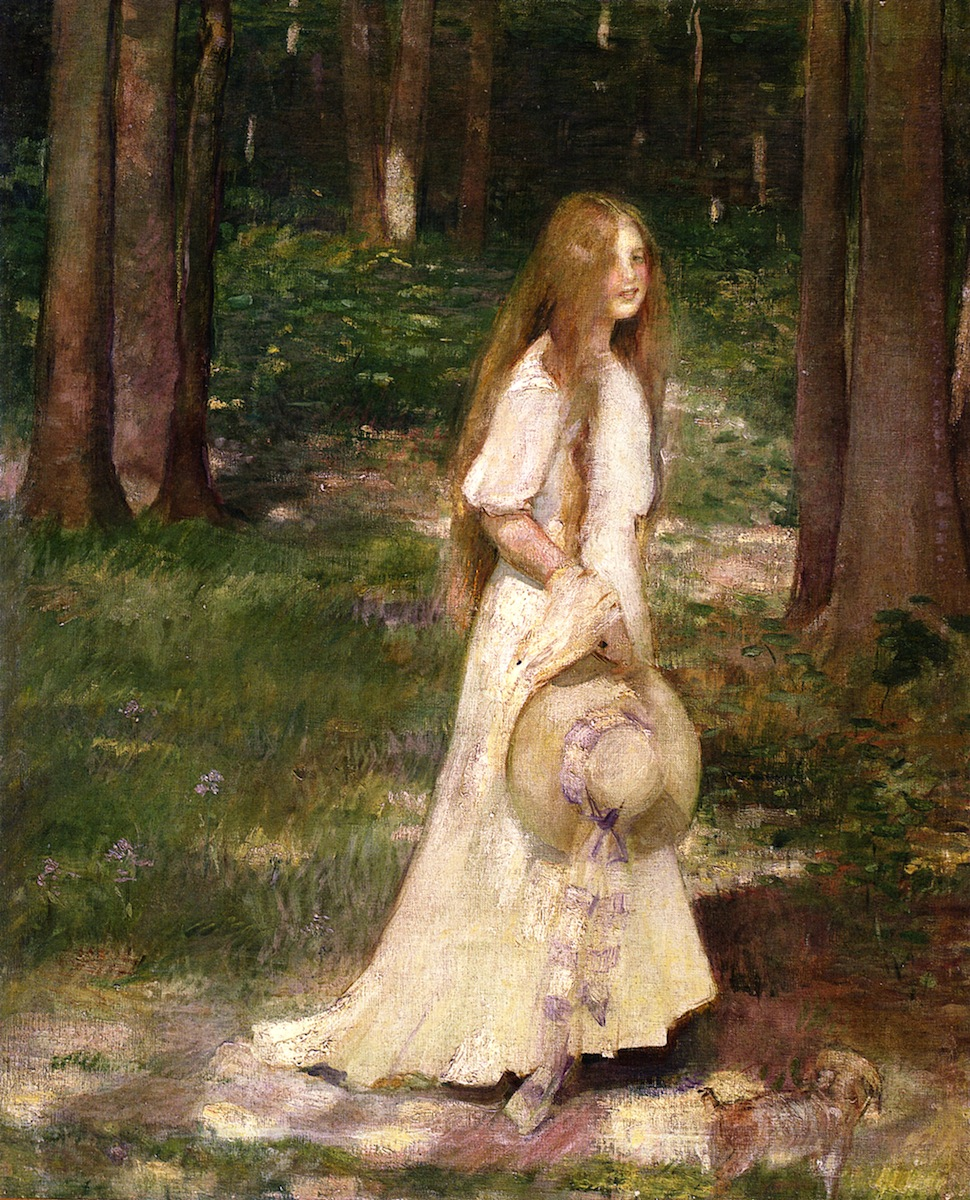
Едіт Мітчелл Прельвіц, Вранішня прогулянка, близько 1900 року. Полотно, олія, 76,2 см х 63,5 см (30 x 25 дюймів). Приватна колекція. Прельвіц була однією із засновниць Жіночого мистецького клубу Нью-Йорка.

Художниця і історикиня Джулі Грехем, оцінюючи необхідність та роль жіночих колективів художниць у США, писала: "Ці асоціації виникли через органічну потребу художниць, яких не задовольняли переважно чоловічі організації їх часу: вони надавали підтримку, місце для показу робіт, часто інструкції та моделі. … Найуспішнішим клубом заснованим у ХІХ столітті є Національна асоціація художниць.
Репортер Нью-Йорк Таймс, висвітлюючи третю щорічну виставку клубу 1892 року, представлену понад 300 творами образотворчого мистецтва, водночас із паризькими салонами, писав: «Добре… що жінки повинні об'єднуватися тут, як вони вже давно об'єдналися в Парижі, щоб показати свою власну роботу самостійно, на яку не впливає думка або забобони чоловічих судових присяжних та чоловічих комітетів». Ранні виставки не обмежувалися лише членкинями й художницями Нью-Йорка, вони представляли твори Мері Кассат, Берти Морізо, Луїзи Катрін Бреслау, Лори Кумбс Хіллз, Роди Холмс Ніколлс, Сесілії Бо.
Між 1892 і 1905 роками членство клубу подвоїлося з 46 до близько 100, а до 1914 р. зросло до 183 художниць та ще понад 30 асоційованих членкинь.

### Національна асоціація художниць і скульпторок (1913—1941)
У 1913 році членкині НАЖХіС, щоб уникнути їх сприйняття як клубу, проголосували за зміну назви організації в Асоціацію жінок-художниць і скульпторів (НАЖХіС).

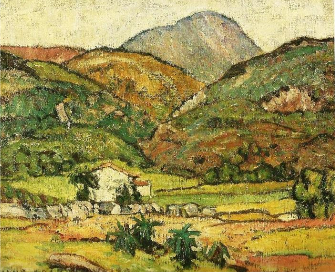
Аннf Голдтвайт, Церква на пагорбі, 1913 р., Armory Show

1913 року виставка Armory Show представила роботи членкинь Жозефіни Паддок, Мері Вілсон Престон, Анни Голдтвайт та Абастенії Сент Леже Еберле та інших. Асоціацію 1917 року перейменували у Національну асоціацію жінок-художниць і скульпторок (NAWPS). На той час асоціація нараховувала 500 членкинь у 40 штатах. 1917 року Клара Ферфілд Перрі, спостерігачка Американського журналу мистецтв, прокоментувала: «З цікавістю відзначимо швидкий розвиток, зростання цієї асоціації, яка є національною за своїм масштабом, членство у якій мають понад 500 мисткинь із усіх частин Сполучених Штатів, які переважно представлені професіоналками художницями та скульпторками цієї країни».
У 1924 році Асоціація і американські посли в Аргентині організували мандрівну виставку картин, скульптури і мініатюр, які були представлені до огляду в Національному музеї Беллас-Артес в Буенос-Айресі і в Галереї Хорхе в Ріо-де-Жанейро.

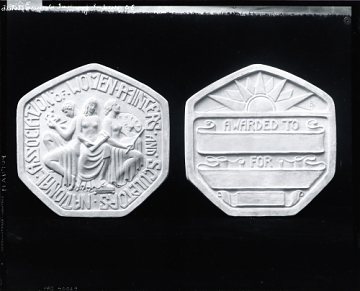
Модель медалі для Національної Асоціації художниць і скульпторок (аверс і реверс) Бренди Путнам. Фотографія Peter A. Juley & Son зі Смітсонівського інституту

У тому ж році НАЖХіС придбала будівлю для виставки робіт. Будинок був відкритий восени 1925 року, перетворений у першу галерею для виставок робіт художниць у Штатах. Зростання заборгованості Асоціації та Велика депресія у США змусили продати будинок. Угода була прибутковою, дозволила асоціації реінвестувати гроші в обладнання й орендувати в Argent галереї в американському Будинку образотворчих мистецтв, яка працювала під час Великої депресії. Асоціація навіть процвітала під час депресії. Художниці перемагали у ті роки у численних анонімних конкурсах фресок.
У середині 1920-х — 1930-х рр. НАЖХіС зазнала критики через відсутність інновацій. Асоціація розширила сферу своєї діяльності, систему підтримки за межами Нью-Йорка, організувала мандрівні виставки. Куратор Рональд Пізано 1988 року відзначав досягнення за останнє століття цілей Асоціації, зникла потреба в її існуванні. Проте після кожного нового досягнення виникала постійна потреба у послугах Асоціації для американських художниць

### Національна асоціація художниць (1941— по теперішній час)
Столітня виставка асоціації 1988 року демонструвала твори минувшини та сучасних мисткинь, зокрема Марісол Ескобар, Джуді Чикаго, Луїзи Невельсон, Дороті Денер, Клео Хартвіг, Мінну Цитрон, Бланш Лаззель, Еліс Ніл.
На виставку відібрали скульпторок і членкинь НАЖХіС «Непохитна Постать 1890-х — 1970-х років: Шістнадцять скульпторок з Національної асоціації жінок —художниць», демонстрували в Зіммерлі у художньому музеї 12 грудня 1999 року — 12 березня 2000 року На виставці представлено роботи Мері Каллер, Джанет Скуддер, Маргарет Брасслер Кейн, Берти Марголіс, Мінна Харкави, Бессі Поттер Вонно, Августи Савадж, Луїзи Невельсон, Дороті Денер, Віри Рінггольд тощо.
НАЖХіС є першою організацією для просування жінок у мистецтві.
У грудні 2013 року в штаті Массачусетс було створено ще один відділ НАЖХіС, штаб-квартира якого знаходиться в Бостоні.

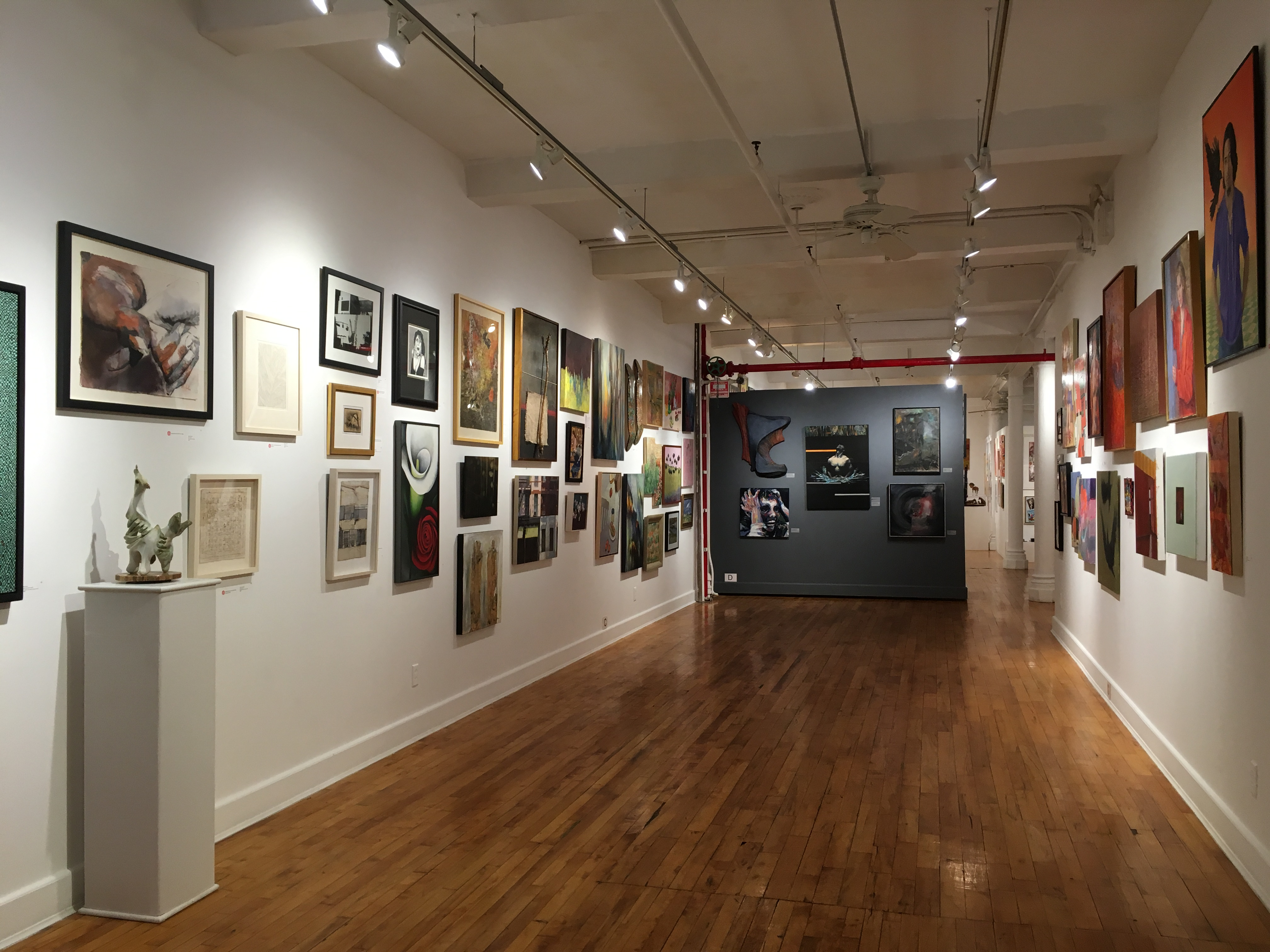
128-ма щорічна виставка учасниць у галереї мистецтв Сільвія Вальд і По Кім

#### Поліпшення становища жінок у мистецтві у післявоєнний період (1945— сьогодні)
У Сполучених Штатах впродовж 1970-х рр. інституції розвитку жінок у мистецтві стали децентралізованіші, зросли альтернативні простори (ними зазвичай керували художники, не пов'язані з музеями чи галереями), особливо протягом 1970-х.
Одночасно, протягом другої половини ХХ століття, уявлення про досягнуту у мистецтві рівність між чоловіками і жінками (на основі представництва в приватних і музейних колекціях, в галереях) постійно ставилося під сумнів. Історикиня мистецтва Маргарет Мур Букер підкреслює формування організацій жіночого мистецтва в 1970-х: «Соло-шоу жінок у великих музеях і галереях були рідкісним явищем, майже не було жодних робіт жінок, які демонструвалися в постійних колекціях музеїв, великих галерей Нью-Йорк представляв лише декілька символічних жінок, і більшість підручників з історії коледжу ігнорували жінок.»

### Постійна колекція НАЖХіС
Постійну колекцію НАЖХіС створено 1991 року Ліаною Муні (президент НАЖХіС, 1987—1989), налічує понад 200 робіт. 1992 року колекцію передано Музею мистецтв Зіммерлі в Університеті Рутгерса в Нью-Брансвіку, штат Нью-Джерсі, де з того часу вона була розміщена. Виставка «Паралельна присутність: Національна асоціація художниць, 1889—2009 рр.» проходила в Художньому музеї Зіммерлі з 17 по 26 квітня 2009 року, у художній галереї UBS у центрі Нью-Йорка з 14 по 31 липня. 2009 року представлено твори близько 80 художниць, серед яких Гертруда Вандербільт Уїтні, Тереза Бернштейн, Луїза Невельсон, Пат Адамс, Фейт Рингголд, а також архівні матеріали, пов'язані з історією організації
Архів НАЖХіС зберігається в Музеї мистецтв Циммерли в Університеті Рутгерса.
Частина архівів НАЖХіС (адміністративні та членські записи з 1960-х років, записи виставок, друковані матеріали і три записки) зберігаються у Смітсонівському інституті. Додаткові записи, включно із щорічним каталогом, можна знайти в музеї Соломона Р. Гуггенхайма, Музеї мистецтв Метрополітен, Музеї американського мистецтва Уїтні, Музеї сучасного мистецтва, Бібліотеках Райерсона і Бернхем, Довідковій бібліотеці Frick Art, Публічній бібліотеці Нью-Йорка Бібліотеці фільмів і образотворчого мистецтва в Гарвардському університеті та Бібліотеці Конгресу.